# Matthew Arnold
Matthew Arnold (født 24. december 1822 i Laleham i Middlesex, død 15. april 1888 i Liverpool) var en engelsk forfatter, søn af Thomas Arnold.
Fra sin faders skole i Rugby gik Arnold til Oxford, hvor han studerede. Tyve år gammel vandt han Newdegate-prisen for et digt om Cromwell. 1848 udgav han (under mærket A.) sin første digtsamling The Strayed Reveller, and Other Poems.
1853 udkom den dramatiske to-akts digtning Empedocles on Etna, ledsaget af nogle mindre digte. Et udvalg af hans poesier udkom i to bind 1854, og 1858, en tragedie i græsk stil Merope. Senere fulgte nye digte; men i alt væsentligt havde Arnold sluttet sin digteriske virksomhed ved de halvhundrede år.
En samlet udgave af de poesier, han har villet bevare, besørgede han selv i tre bind 1885. Arnolds poesi råder ikke over nogen stor skala af stemninger, giver ikke umiddelbart udtryk for nogen stærk lidenskab; dens varme er bunden varme. Men den ejer finhed og skarphed i skildringens omrids og en stemningsfyldt friskhed, der gerne dvæler ved naturens storladne fred.
Arnold står i sin poesi nær ved Wordsworth; som denne ynder han tankedigte, hvor stemning og refleksion smelter sammen i en fast form; men Arnolds tankeverden er mere omfattende og moderne, end Wordsworths var. Hans poesi bærer vidne om de åndelige kampe, der havde ført ham bort fra ortodoksien til den resignation, hvormed han ender; den er med sin rene form, sin adel og fylde et betydningsfuldt udslag af fint-dannet engelsk åndsliv.
Foruden som digter har Arnold vundet navn som en af nutidens fineste og mest forsående engelske kritikere. Han var fra 1858-67 professor i poesi i Oxford og holdt her forelæsninger, der blandt andet gav stof til hans interessante Essays in Criticism (1865); andre arbejder i den retning er: On Translating Homer (1861), On The Study of Celtic Litterature (1867), Mixed Essays (1879) og endnu et Bind Essays in Criticism (Second Series, 1888). Hans prosastil er sjælfuld, varm og fængslende. Han definerer opgaven for nutidens kritik som at kende og udbrede det bedste, der vides og tænkes i verden. I sin kritik skildrer han derfor mindre, end han punktvis belyser, åbner udsigter og vækker tanker. Som religions-filosofisk forfatter har Arnold i Literature and Dogma (1873) og God and the Bible (1875) ud fra et rent rationelt standpunkt søgt at hævde Biblens rang som den ypperste lovbog for moral og religion. Fra 1851-86 var han undervisningsinspektør og foretog som sådan
forskning. Rejser i Frankrig, Tyskland og Holland; til denne virksomhed knytter sig skrifterne: A. French Eton, or Middle-Class Education and the State, Higher Schools and Universities in Germany, The Popular Education of France. Af hans øvrige skrifter kan mærkes Culture and Anarchy (1869), St. Paul and Protestantism (1870), det humoristiske Friendship's Garland (1871), Last Essays on Church and Religion (1877), Irish Essays (1882). I Amerika holdt han forelæsninger i 1883 (Discourses in America) og i 1886. I 1901 udkom Letters of M. A. ved G. W. E. Russell.